# Hotel California (album)
Hotel California je peti studijski album ameriške glasbene skupine Eagles, ki je izšel 8. decembra 1976 pri založbi Asylum Records. To je njihov prvi album, na katerem ni sodeloval ustanovni član Bernie Leadon in njihov prvi album, kjer je kot kitarist sodeloval Joe Walsh. Prav tako je Hotel California zadnji album, kjer je kot basist sodeloval Randy Meisner. Album Hotel California je postal najbolj prodajan album skupine. Prodanih je bilo namreč več kot 16 milijonov izvodov v ZDA ter več kot 32 milijonov izvodov v tujini. Album je dosegel vrh lestvic, osvojil pa je tudi dva Grammyja za singla »Hotel California« in »New Kid in Town«. Album je bil nominiran za Grammyja za Album leta, vendar je Grammyja osvojil album Rumours, skupine Fleetwood Mac.
Z albuma so izšli trije singli, ki so bili uvrščeni med Top 20: »New Kid in Town«, »Hotel California« in »Life in the Fast Lane«. »New Kid in Town« in »Hotel California« sta oba zasedla vrh lestvice Billboard Hot 100, »Life in the Fast Lane« pa je dosegel 11. mesto. Album je bil uvrščen na 37. mesto Rolling Stonovega Seznama 500. najboljših albumov vseh časov. Album je skupino uvrstil med najuspešnejše ameriške glasbene skupine desetletja. Skladba »Hotel California« je po mnenju mnogih ena izmed najboljših rockovskih skladb vseh časov; bila je uvrščena na 49. mesto Rolling Stonovega Seznama 500. najboljših skladb vseh časov. Kitarski duet na koncu skladbe sta izvedla Don Felder in Joe Walsh. Album prav tako vsebuje skladbe »Wasted Time«, »Victim of Love« in »The Last Resort«.

## Zgodovina
Hotel California je bil peti studijski album skupine, ki je vseboval le avtorsko glasbo in je postal komercialno uspešen. Po izdaji konec leta 1976 je bilo samo v ZDA prodanih več kot 16 milijonov izvodov tega albuma. Album je bil osem tednov uvrščen na 1. mesto, vseboval pa je tudi singla, ki sta bila uvrščena na 1. mesto lestvice Billboard Hot 100: »New Kid in Town«, 26. februarja 1977 in »Hotel California« 7. maja 1977.
Leta 2001 je TV mreža VH1 album Hotel California uvrstila na 38. mesto na lestvici 100 najboljših albumov vseh časov. Leta 2005 je Britanska televizija Channel 4 album uvrstila na 13. mesto lestvice 100. najboljših albumov. Leta 2003 je bil album uvrščen na 37 mesto Rolling Stonovega Seznama 500. najboljših albumov vseh časov. 
Medtem, ko so Eaglesi snemali album, je v sosednjem studiu skupina Black Sabbath snemala svoj album Technical Ecstasy. Eaglesi so bili večkrat primorani prekiniti s snemanjem, saj je bila skupina Black Sabbath preglasna.

## Naslovnica
Na naslovnici albuma je fotografija hotela The Beverly Hills Hotel, ki jo je posnel David Alexander.

## Seznam skladb
| Stran 1 | Stran 1                 | Stran 1                            | Stran 1      | Stran 1 |
| Št.     | Naslov                  | Pisec                              | Glavni vokal | Dolžina |
| ------- | ----------------------- | ---------------------------------- | ------------ | ------- |
| 1.      | „Hotel California‟      | Don Felder, Don Henley, Glenn Frey | Don Henley   | 6:30    |
| 2.      | „New Kid in Town‟       | Henley, Frey, J. D. Souther        | Glenn Frey   | 5:03    |
| 3.      | „Life in the Fast Lane‟ | Henley, Frey, Joe Walsh            | Don Henley   | 4:46    |
| 4.      | „Wasted Time‟           | Henley, Frey                       | Don Henley   | 4:55    |

| Stran 2         | Stran 2                     | Stran 2                       | Stran 2         | Stran 2 |
| Št.             | Naslov                      | Pisec                         | Glavni vokal    | Dolžina |
| --------------- | --------------------------- | ----------------------------- | --------------- | ------- |
| 1.              | „Wasted Time (Reprise)‟     | Henley, Frey, Jim Ed Norman   | instrumental    | 1:22    |
| 2.              | „Victim of Love‟            | Felder, Henley, Frey, Souther | Don Henley      | 4:11    |
| 3.              | „Pretty Maids All in a Row‟ | Walsh, Joe Vitale             | Joe Walsh       | 3:58    |
| 4.              | „Try and Love Again‟        | Randy Meisner                 | Randy Meisner   | 5:10    |
| 5.              | „The Last Resort‟           | Henley, Frey                  | Don Henley      | 7:28    |
| Skupna dolžina: | Skupna dolžina:             | Skupna dolžina:               | Skupna dolžina: | 43:28   |

## Zasedba
Eagles
- Don Felder – kitare, pedal steel kitara, vokali
- Glenn Frey – kitara, klavir, clavinet, sintetizator, vokali
- Don Henley – bobni, tolkala, sintetizator, vokali
- Randy Meisner – bas kitara, guitarron, vokali
- Joe Walsh – kitare, slide kitara, klavir, el. klavir, orgle, sintetizator, vokali

## Singli
- »New Kid in Town«/»Victim of Love« - Asylum 45373; izdan 7. decembra 1976
- »Hotel California«/»Pretty Maids All in a Row« - Asylum 45386; izdan 22. februarja 1977
- »Life in the Fast Lane«/»The Last Resort« - Asylum 45403; izdan 3. maja 1977